# صليب الطيران الفخري (الولايات المتحدة)
صليب الطيران الفخري هو وسام يمنح لأي ضابط أو فرد في القوات المسلحة الأمريكية يقوم بعمل بطولي أو استثنائي أثناء العمليات الجوية التي تحدث بعد تاريخ 11 نوفمبر 1918. هذا الوسام أيضاً يمكن أن يمنح للأعمال السابقة على هذا التاريخ بشرط عدم الحصول على أي من الأوسمة الأخرى مثل ميدالية الشرف، صليب البحرية، صليب القوات الجوية، صليب الخدمة المتميزة، ميدالية الخدمة المتميزة.

## حاملون للقب
- أميليا ماري إيرهارت رائدة متفوقة في الطيران الاميركي وأول امرأة تحصل على صليب الطيران الفخري، نظرا لكونها أول امرأة تطير بمفردها عبر المحيط الأطلسي.[4]
- جوزيف کیتینغر هو ضابط عسكري والعقيد المتقاعد من سلاح الجو الأمريكي، اكتسب شهرة أكثر لمشاركته في مشروع مانهاي ومشروع اكسلسيور، وهو صاحب لأعلى وأسرع وأطول قفز بالمظلات، من على ارتفاع 31 كم (19 ميل).[5]